# Chiloglanis niger
Chiloglanis niger és una espècie de peix de la família dels mochòkids i de l'ordre dels siluriformes.
Els mascles poden assolir els 3,5 cm de llargària total.
Es troba a Àfrica: conca del riu Níger a Bamenda (Camerun).